# Politiezone Rupel

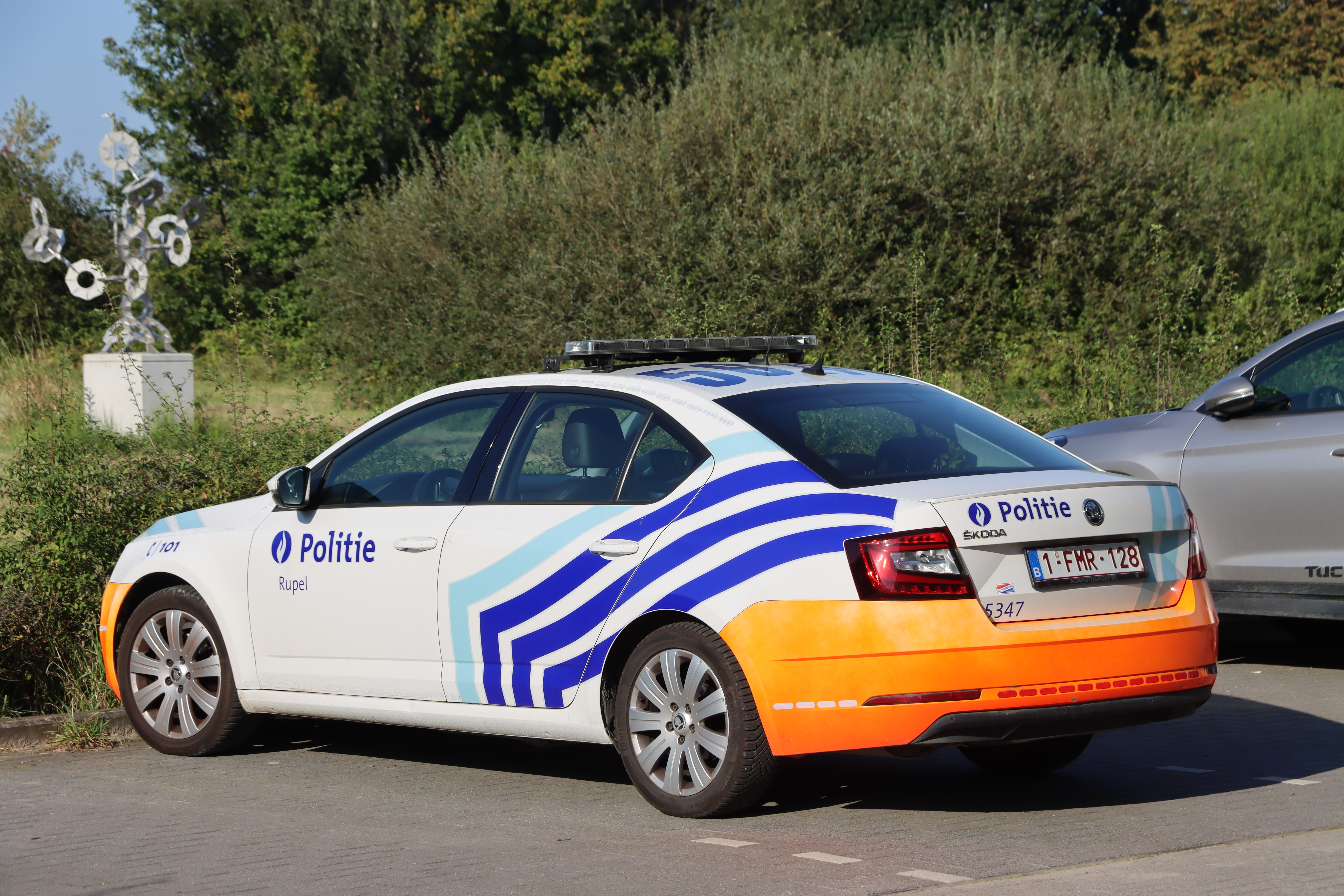
Politiezone Rupel

De Politiezone Rupel (zonenummer 5347) is een Belgische politiezone bestaande uit vijf gemeenten, namelijk Boom, Hemiksem, Niel, Rumst en Schelle. De politiezone behoort tot het gerechtelijk arrondissement Antwerpen.
De zone wordt, sinds 25 januari 2019, geleid door korpschef Peter Muyshondt.
Het zonecommissariaat bevindt zich aan het Jozef Van Cleemputplein 5 in Boom.